# فرول (ویرجینیا)
فرول (به انگلیسی: Ferrol) یک منطقهٔ مسکونی در ایالات متحده آمریکا است که در شهرستان آگاستا، ویرجینیا واقع شده‌است.